# Simona Renata Baldassarre
Simona Renata Baldassarre, née le 12 novembre 1970 à Giurdignano (province de Lecce), est une femme politique italienne élue eurodéputé en 2019.